# Каясулинский сельсовет
Каясулинский сельсовет — упразднённое муниципальное образование в составе Нефтекумского района Ставропольского края Российской Федерации.
Административный центр — село Каясула.

## География
Территория сельского поселения находилась на юго-востоке Нефтекумского района, в западной части Ногайской степи. Расстояние от административного центра муниципального образования до районного центра — 55 км. Общая площадь территории — 364,6 км².

## История
С 1 мая 2017 года, в соответствии с Законом Ставропольского края от 29 апреля 2016 года № 47-кз, все муниципальные образования Нефтекумского муниципального района (городские поселения Нефтекумск, посёлок Затеречный, сельские поселения село Ачикулак, Закумский сельсовет, Зимнеставочный сельсовет, Зункарский сельсовет, Кара-Тюбинский сельсовет, Каясулинский сельсовет, Махмуд-Мектебский сельсовет, Новкус-Артезианский сельсовет, Озек-Суатский сельсовет и Тукуй-Мектебский сельсовет) были преобразованы, путём их объединения, в Нефтекумский городской округ.

## Население
| 1989  | 2002  | 2010  | 2011  | 2012  |
| ----- | ----- | ----- | ----- | ----- |
| 6017  | ↗6625 | ↘6469 | ↘6459 | ↘6208 |
| 2013  | 2014  | 2015  | 2016  | 2017  |
| ↘6131 | ↘5997 | ↘5993 | ↘5950 | ↘5869 |

### Национальный состав
По итогам переписи населения 2010 года проживали следующие национальности (национальности менее 1 %, см. в сноске к строке «Другие»):
| Национальность | Численность | Процент |
| -------------- | ----------- | ------- |
| Ногайцы        | 3668        | 56,70   |
| Туркмены       | 895         | 13,84   |
| Русские        | 813         | 12,57   |
| Даргинцы       | 479         | 7,40    |
| Армяне         | 99          | 1,53    |
| Корейцы        | 99          | 1,53    |
| Татары         | 73          | 1,13    |
| Другие         | 343         | 5,30    |
| Итого          | 6469        | 100,00  |

## Населённые пункты
До упразднения Каясулинского сельсовета в состав его территории входили 4 населённых пункта:
| № | Населённый пункт | Тип населённого пункта       | Население |
| - | ---------------- | ---------------------------- | --------- |
| 1 | Каясула          | село, административный центр | ↘4000     |
| 2 | Махач-Аул        | аул                          | ↘200      |
| 3 | Уллуби-Юрт       | аул                          | ↘600      |
| 4 | Уч-Тюбе          | аул                          | ↗500      |